# プリオン
プリオン（英: prion）は、タンパク質から成る感染性因子である。一般的用法としてプリオンは理論上の感染単位を意味する。科学的表記でPrPCは多くの組織に認められる内因型のプリオンタンパク質（PrP）を指し、他方、PrPSCは神経変性を惹起するアミロイド斑形成の原因となるミスフォールド型のPrPを指す。プリオン（prion）の語は、「タンパク質性の」を意味する英語のproteinaceousと「感染性の」を意味するinfectiousの頭文字に加えて、ビリオン（virion）との類似から派生して造られた合成語である。
現時点でこの性質を有する既知因子は、いずれもタンパク質の誤って折りたたまれた（ミスフォールドした）状態を伝達することにより増殖する。ただし、タンパク質そのものが自己複製することはなく、この過程は宿主生物内のポリペプチドの存在に依存している。プリオンタンパク質のミスフォールド型は、ウシのウシ海綿状脳症（BSE、狂牛病）や、ヒトのクロイツフェルト＝ヤコブ病（CJD）といった種々の哺乳類に見られる多くの疾患に関与することが判っている。既知の全てのプリオン病は脳などの神経組織の構造に影響を及ぼし、現時点でこれらは全て治療法未発見の致死的疾患である。
プリオンは仮説によれば、異常にリフォールドしたタンパク質の構造が、正常型構造を有するタンパク質分子を自身と同じ異常型構造に変換する能力を持つことで伝播、感染するとされる。既知の全プリオンはアミロイドと呼ばれる構造体の形成を誘導する。アミロイドとは、タンパク質が重合することで密集したβシートから成る凝集体である。この変形構造は極めて安定で、感染組織に蓄積することにより組織損傷や細胞死を引き起こす。プリオンはこの安定性により化学的変性剤や物理的変性剤による変性処理に耐性を持ち、除去や封じ込めは難しい。
プリオンの様式を示すタンパク質は菌類でもいくつか発見されているが、哺乳類プリオンの理解を助けるモデルとなることから、その重要性が注目されている。しかし、菌類のプリオンは宿主内で疾患につながるとは考えられておらず、むしろタンパク質による一種の遺伝的形質を介して進化の過程で有利に働くのではないかと言われている。

## 発見
1960年代、放射線生物学者のティクバー・アルパーと生物物理学者のジョン・スタンレー・グリフィスは、伝達性海綿状脳症の原因は細菌でもウイルスでも無い、タンパク質のみからなる感染性因子によって引き起こされるという仮説を提唱した。この仮説は、スクレイピーやクロイツフェルト=ヤコブ病を引き起こす謎の感染性因子が、核酸を損傷するはずの紫外線放射に耐性を持つことの発見を説明するために提唱されたものだった。
フランシス・クリックは『分子生物学のセントラルドグマ』の第2版（1970年）の中で、スクレイピー伝播を説明するグリフィスのタンパク質単独仮説の潜在的重要性を認めている。クリックは論文中で、タンパク質からタンパク質、RNA、DNAへ一次構造情報が伝わることはないと主張したが、グリフィスの仮説がセントラルドグマの反例となる可能性を孕んでいることも言及した。
この修正版セントラルドグマを定式化した理由の一部に、当時ハワード・テミンとデヴィッド・ボルティモアによって発見されたばかりの逆転写に対応することがあったが、テミンとボルティモアは1975年にこの業績でノーベル生理学医学賞を受賞しており、タンパク質単独仮説も、未来のノーベル賞の「大本命」と考えられるようになった可能性がある。
1982年、カリフォルニア大学サンフランシスコ校のスタンリー・B・プルシナーは、彼のグループが仮説上の存在だった感染性因子の精製に成功し、同因子の主成分が特定のタンパク質一種類であることが判明したと公表した（ただし、このタンパク質の単離に満足の行く成功を収めたのは、この公表の2年後である）。
プルシナーはこの感染性因子を「プリオン」（prion）と命名したが、プリオンを構成する特定のタンパク質自体は、プリオンタンパク質（Prion Protein、PrP）の名で呼ばれ、感染型と非感染型の両構造を取りうる物質として扱われる。1997年、プルシナーはプリオン研究の業績によりノーベル生理学医学賞を受賞した。

## 構造

### アイソフォーム
プリオンを構成するタンパク質（PrP）は全身に見られるタンパク質で、健常なヒトや動物にも認められる。ただし、感染部位で見つかるPrPは異なる構造を取り、プロテアーゼ（タンパク質を分解する酵素の総称）に耐性を示す。PrPの正常型はPrPC、PrPの感染型はPrPScと表記される（ここで、Cは「細胞性の」を意味する cellular または「一般的な」を意味する common、Scはスクレイピー（Scrapie）を意味する）。PrPCは明確な構造を取るが、PrPScは多分散系として比較的不明確な構造を取っている。PrPはin vitroでは程度の差はあれど明確なアイソフォーム（同一タンパク質が取りうる異なる構造）に折りたたまれやすくなり、これがin vivoで病原性となるアイソフォームとどのような関係を持つのかは未だ明らかにされていない。

#### PrPC
PrPCは、細胞膜上に存在する正常なタンパク質である。ヒトの場合は209アミノ酸から構成される分子量35 - 36 kDaのタンパク質で、1つのジスルフィド結合を持ち、αヘリックス構造を多く含んでいる。いくつかの異なる膜トポロジー型が存在し、糖脂質にアンカーされた1種類の膜表面型と、2種類の膜貫通型がある。機能は未だ完全には解明されていない。PrPCは銅（II）イオンと高親和的に結合する。この意義は不明であるが、おそらくPrPの構造か機能に関係しているのではないかと推測されている。PrPCはプロテイナーゼKにより即座に断片化されるほか、in vitroではホスホイノシチドホスホリパーゼC（PI-PLC）がグリコシルホスファチジルイノシトール（GPI）糖脂質アンカーの開裂を触媒し、PrPを細胞表面から遊離させる。PrPが神経細胞の細胞間接着に機能することや、脳内の細胞間シグナル伝達に関与することが示唆されている。

#### PrPSc
PrPの感染性アイソフォームであるPrPScは、正常型のPrPCのコンホメーション（形状）を変化させて、感染性のアイソフォームに変換する能力を持つ。変換された感染性アイソフォームは、今度は別のPrPCのコンホメーションを変化させ、これが繰り返されていく。PrPScの精確な三次元構造は明らかになっていないが、PrPCに多く含まれていたαヘリックス構造の代わりに、PrPScではβシート構造が高い割合を占めている。この異常なアイソフォーム同士が凝集すると、高度に構造化されたアミロイド線維が形成される。このアミロイド線維が沈着するとアミロイド斑になる。個々の線維の末端は、自由なタンパク質分子が結合できるテンプレートとして働き、これによって線維が伸長することが可能になる。感染性のPrPScと同一のアミノ酸配列を持つPrP分子のみが、伸長する線維に取り込まれる。

## 機能
PrPの機能については依然として物議を醸しているが、銅依存的に抗酸化剤として働くことが報告されている。

### 長期記憶
PrPの正常機能の一つとして、長期記憶の維持がある可能性が示唆されている。マグリオらは、PrPCをコードする遺伝子を欠損したマウスが、海馬の長期増強に変化を与えることを示した。

### 幹細胞の自己複製
2006年にホワイトヘッド研究所は、幹細胞におけるPrPの発現は骨髄の自己複製に必要であることを示した論文を発表した。この研究は、全ての長期的な造血幹細胞が細胞膜上にPrPを発現すること、またPrPを欠損した幹細胞を持つ造血組織は細胞枯渇に高い感受性を示すことを明らかにした。

## プリオン病

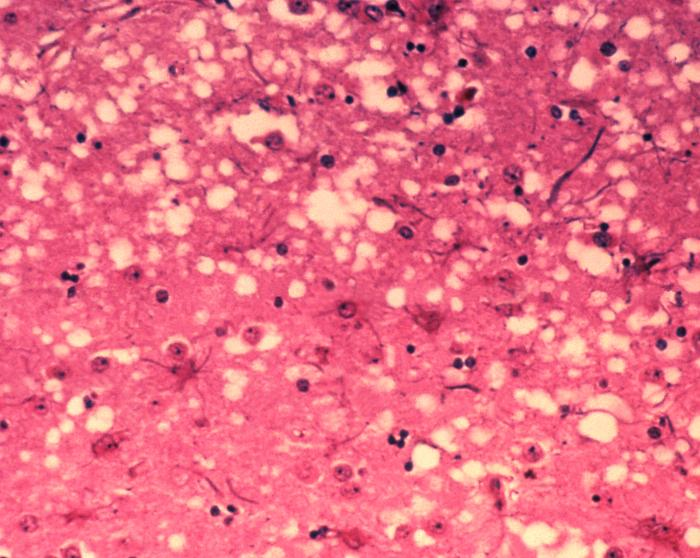
顕微鏡で確認できるほどの微細な「穴」は、プリオンが感染した組織切片に見られる特徴である。これが「スポンジ状」の構造を作り出す。

プリオンは、中枢神経系で細胞外凝集することで正常組織を破壊するアミロイド斑を形成し、神経変性疾患を引き起こす。この組織破壊はスポンジ状の「穴」が現れるのが特徴であるが、これは神経細胞中で起こる空胞形成によるものである。その他では、星膠症や炎症反応欠如といった組織学的変化が現れる。プリオン病の潜伏期間は一般的に非常に長く、一度症状が現れると疾患は急速に進行し、脳傷害や死へつながる。神経変性に関連する症候としては、不随意運動、認知症、運動失調、行動変化、人格変化などが現れる。
現在までに知られている全てのプリオン病（「伝達性海綿状脳症」と総称）は、治療法が発見されておらず致死性である。しかしマウスではプリオン感染に対するワクチンが開発されており、ヒトのワクチン創製の手掛かりになることが期待されている。さらに2006年には、一部の科学者により、プリオン産生に必要な遺伝子を欠損した遺伝子組み換えウシ（理論上、ウシ海綿状脳症に感染不能なウシ）が開発された。これは、プリオンタンパク質をコードする遺伝子を欠損したマウスが、スクレイピーのプリオンタンパク質の感染に耐性を持つという過去の研究結果に基づくものであった。
多種の哺乳類がプリオン病にかかるが、これはプリオンタンパク質（PrP）が全哺乳類の間で高い相同性を持つためである。しかし、種間に見られるPrPにはわずかな違いがあるため、種の壁を越えてプリオン病が伝達することが起こりにくくなっている。種の壁を越える例としては、ヒトのプリオン病である変異型クロイツフェルト＝ヤコブ病は、通常ならばウシに感染しウシ海綿状脳症を引き起こすプリオンによって発病すると考えられており、その感染経路はプリオンに感染した牛肉である。
プリオンが原因となる疾病には、下記のものがある。
- 非ヒト動物
  - スクレイピー - ヒツジ、ヤギ[30]
  - ウシ海綿状脳症（BSE、「狂牛病」） - ウシ[30]
  - 伝達性ミンク脳症（TME） - ミンク[30]
  - 慢性消耗病（CWD） - オジロジカ、エルク、ミュールジカ、ムース[30]
  - ネコ海綿状脳症（FSE） - ネコ[30]
  - 外来性有蹄類脳症（英語版）（EUE） - ニアラ、オリックス、クーズー[30]
  - ダチョウの海綿状脳症[31]（ただし伝達性は未確認）
- ヒト
  - クロイツフェルト＝ヤコブ病（CJD）[30]
    - 医原性クロイツフェルト＝ヤコブ病（iCJD）
    - 変異型クロイツフェルト＝ヤコブ病（vCJD）
    - 家族性クロイツフェルト＝ヤコブ病（fCJD）
    - 散発性クロイツフェルト＝ヤコブ病（sCJD）

  - ゲルストマン＝ストロイスラー＝シャインカー症候群（GSS）[30]
  - 致死性家族性不眠症（FFI）[32]
  - クールー病[30]

### 伝播

プリオン伝播機構モデル

現在、プリオンの正体や一般的性質はよく理解されているが、プリオンの感染・伝播のメカニズムは未だに謎に包まれたままである。よく言われる仮説は、異常型のプリオンタンパク質が正常型のプリオンタンパク質と直接相互作用して、正常型の構造を異常型に変換するというものである。また「タンパク質エックス Protein X」仮説というものもあり、未知の細胞性タンパク質（タンパク質エックス）が運搬体として、PrPCとPrPScを近接させ複合体形成の手助けをしているのではないか、という仮説である。
現在の研究によれば、哺乳類におけるプリオン感染の主要経路では経口摂取である。堆積したプリオンは、動物の死骸から尿や唾液などの体液を介して土壌に流出し、粘土やその他の無機物と結合するのではないかと考えられている。
プリオンが血液感染するかどうかは、2014年7月現在、判明していない。日本などでは「狂牛病汚染地域」からの帰国者の献血を禁じる措置を取っている。

### 不活性化
核酸を有する感染性因子は、継続的な複製を行うためにその核酸が必要である。一方、プリオンの場合は、正常型のタンパク質に対して起こる作用によって感染性を持ちえている。従って、プリオンの不活性化には、その正常型タンパク質を変性させて異常型への変換を不可能にすればよい。問題はプリオンがプロテアーゼ、熱、放射線、ホルマリンの処理に耐性を有していることであるが、それでもこれらの処理によって感染能を下げることは可能である。プリオンを効果的に除去するためには、タンパク質を加水分解したり、還元したり、三次構造を破壊したりすることに頼らなければならない。例としては、漂白剤、苛性ソーダ、LpHのような強酸性界面活性剤が有効である。
プリオンは134 °C（274 °F）において加圧型蒸気オートクレーブで18分間処理することにより、変性・不活性化する。プリオンの変性・不活性化のためにオゾン滅菌を用いる手法も現在研究されている。完全変性したプリオンを、感染型に復元することには未だ成功していない。しかし、部分的変性したプリオンは特定の人工条件において感染型に復元することは既に可能になっている。
世界保健機関 (WHO) は、プリオンの混入を防ぐために全ての耐熱手術器具に対して、以下の3つの方法のうちのどれかで滅菌することを推奨している。
1. 1 Mの水酸化ナトリウム水溶液に浸し、重力置換式オートクレーブにより121 °Cで30分加熱処理した後、汚染除去し、水で洗浄した後、通常の消毒処理を行う。
2. 1 Mの水酸化ナトリウム水溶液または次亜塩素酸ナトリウム水溶液に1時間浸し、器具を水中に移し、重力置換式オートクレーブにより121 °Cで1時間加熱処理し、汚染除去した後、通常の消毒処理を行う。
3. 1 Mの水酸化ナトリウム水溶液または次亜塩素酸ナトリウム水溶液に1時間浸し、水で洗浄し、open panに移し、重力置換式オートクレーブにより121 °Cで時間加熱処理もしくはporous-load autoclaveにより134 °Cで1時間加熱処理を行い、汚染除去し、通常の消毒処理を行う[40]。

### 論争
プリオンとは、疾患の原因となる病原体であろうか？それとも他の因子によって引き起こされた単なる症候に過ぎないのであろうか。この問題は依然一部の研究者を中心に議論の的となっている。以下に、現在提唱されている仮説を紹介する。

#### タンパク質単独仮説
プリオンが発見される以前、全ての病原体は核酸によって自己複製を行うと考えられていた。「タンパク質単独仮説」によれば、タンパク質構造が核酸の助けによらずに自己複製する能力を備えているとされる。この仮説は発表当初、複製情報の中心的運搬体が核酸にあると記述するいわゆる「分子生物学のセントラルドグマ」と矛盾するとして、議論を醸した。
タンパク質単独仮説を支持する証拠に以下のものがある。
- プリオン病と決定的な関係を持つウイルス粒子、細菌、菌類が見つかっていない。
- プリオンの感染性と決定的な関係を持つ核酸が見つかっていない。また、感染性因子はヌクレアーゼ耐性を有する。
- 感染に対して免疫反応が認められない。
- PrPScをある種の細胞から別の種の細胞に実験的に感染させると、レシピエント細胞の種のアミノ酸配列を有したPrPScが出現する。これはドナー由来の感染性因子がそのまま複製した訳ではないことを示唆する。
- PrPScとPrPCの間に、アミノ酸配列の違いはない。従って、「PrPSc特異的」な核酸とはredundantな概念である。
- 家族性のプリオン病は、PrPの遺伝子に変異を有する家系に認められる。また、PrPに変異を導入したマウスは、感染が起こらないように管理された環境においても、プリオン病を発病する。
- PrPCを欠損した動物はプリオンに罹患しない。

#### 多因子仮説
2007年、ダートマス・カレッジの生化学者スラチャイ・スパッタポーンらは特定の因子（PrPC、共精製された脂質、合成ポリアニオン系分子）から構成されるプリオンを新しく精製したと発表した。彼らは、プリオン形成に必要なポリアニオン系分子が、PrP分子と選択的に結合して高親和的な複合体を形成していると報告し、この発見により、感染性のプリオンとは複数の宿主因子（PrP、脂質、ポリアニオン系分子）から構成される病原体であり、PrPSc単独が病原体である訳ではないとする仮説を提唱した。

#### ウイルス仮説
タンパク質単独仮説は、今日までの実験結果に対して「ウイルス」の存在を仮定すれば最も簡単に説明できると考える研究者によって批判されている。イェール大学の神経病理学者ローラ・マヌエリディスは10年間以上にわたり、プリオン病の原因を未知の「スローウイルス」として主張している。マヌエリディスは2007年1月、スクレイピーに感染した培養細胞のうち10%以下の細胞に、ウイルスが存在することを確認したことを示す論文を発表した。
ウイルス仮説は、伝達性海綿状脳症の原因をPrPに結合した複製可能情報性分子（おそらく核酸）であると主張する仮説である。スクレイピーやウシ海綿状脳症など、多くの伝達性海綿状脳症は特徴的な生物学的性質を有しているが、ウイルス仮説の支持者はこの特徴をプリオンで説明することができないと主張する。
ウイルス仮説を支持する証拠は以下の通りである。
- 種間に認められるプリオンの感染性、潜伏期間、症候、進行の違いは、特にRNAウイルスといったウイルスに見られる「株の違い」に類似している。
- 長い潜伏期間と症候の急激な発生は、HIVが引き起こすAIDSなど、一部のウイルス感染症に類似している。
- PrPから構成されると考えにくいウイルス様粒子が、一部のスクレイピー感染細胞株、クロイツフェルト＝ヤコブ病感染細胞株から検出されている[46]。

#### 重金属中毒仮説
デヴィッド・R・ブラウンの発表によれば、プリオンタンパク質が銅イオンに結合するとスーパーオキシドディスムターゼ活性を獲得する可能性が示唆されている。ブラウンはこの活性を失うことにより病気が引き起こされると予想した。マーク・パーディーは、銅とマンガンを異常量含んだ環境や餌などがこの現象を促進するのではないかと予想した。

## 遺伝学
PrPをコードする遺伝子として、PRNP遺伝子が既に発見されている。遺伝性プリオン病の全てのケースで、PRNP遺伝子上に変異が認められている。現在までに異なる多くのPRNP変異が同定されており、これらの変異が何らかの形で正常型であるPrPCから異常型であるPrPScへの自発的変換を起こりやすくしていると考えられている。このような変異はPRNP遺伝子全体で発見されている。一部の変異では、PrPのN末端にあるオクタペプチド反復領域の拡大が認められる。その他、遺伝性プリオン病の原因として同定された変異のコドン番号に、102、117、198 (以上、ゲルストマン＝ストロイスラー＝シャインカー症候群)、178、200、210、232（以上、クロイツフェルト＝ヤコブ病）、178（致死性家族性不眠症) がある。
プリオン病の原因は散発的なもの、遺伝的なもの、感染性のもの、またはこれらの複合によるものと多岐にわたる。例えば、スクレイピーに感染するためには、感染性因子と感染しやすい遺伝子型の両方が存在する必要がある。

## 酵母など菌類におけるプリオン
1990年代初頭、リード・ウィックナーは、プリオンタンパク質をいわゆる出芽酵母 Saccharomyces cerevisiaeで発見した。その後、別のプリオンがPodospora anserinaと呼ばれる菌で発見された。これらのプリオンはPrPと似た動態を示すが、一般的に宿主に対しては非毒性的である。ホワイトヘッド研究所のスーザン・リンドキストのグループは、菌類のプリオンの一部は、いかなる病状も引き起こさず、むしろ有益な役割を果たしている可能性があると主張している。一方で、アメリカ国立衛生研究所 (NIH) の研究者グループは菌類のプリオンは病気の状態として考えられるべきであるとする強い主張を打ち出している。菌類のプリオンが病気なのか、それとも何らかの機能のために生まれてきた進化の産物なのか、この問題は未だ解決を見ていない。
2010年現在、7種類のプリオンタンパク質が出芽酵母で見つかっており（Sup35, Rnq1, Ure2, Swi1, Mca1, Mot3, Cyc8）、1種類のプリオンタンパク質がPodospora anserinaで見つかっている（HET-s）。
菌類のプリオン研究は、哺乳類プリオンのタンパク質単独仮説の強い支えとなる結果を与え続けてきた。その萌芽は、プリオン状態の細胞から抽出した精製タンパク質が、正常型のタンパク質をin vitroにおいて感染型のタンパク質に変換すること、またこの過程で、プリオン状態の特定の型に対応する情報が保存されることを示した研究であった。プリオンへの変換を促進するタンパク質内領域である「プリオン領域」にも光が当てられてきた。菌類のプリオンによって明らかになってきたプリオンの変換機構は、全てのプリオンに適用できる可能性があるが、哺乳類のプリオンが独立の機構で作動している可能性もある。
| 菌類におけるプリオン | 菌類におけるプリオン     | 菌類におけるプリオン             | 菌類におけるプリオン | 菌類におけるプリオン                             | 菌類におけるプリオン |
| タンパク質           | 自然宿主                 | 正常機能                         | プリオン型           | プリオン表現型                                   | 発見年               |
| -------------------- | ------------------------ | -------------------------------- | -------------------- | ------------------------------------------------ | -------------------- |
| Ure2p                | Saccharomyces cerevisiae | 窒素異化代謝抑制因子             | [URE3]               | 有利な窒素源存在下でのウレイドコハク酸の取り込み | 1994                 |
| Sup35p               | Saccharomyces cerevisiae | 翻訳終結因子                     | [PSI+]               | ナンセンス抑圧の発生率上昇                       | 1994                 |
| HET-S                | Podospora anserina       | ヘテロカリオン不和合性の調節因子 | [Het-s]              | 不適合株間でのヘテロカリオン形成                 |                      |
| Rnq1p                | Saccharomyces cerevisiae | 不明                             | [RNQ+],[PIN+]        | 異種プリオン発生効率の上昇                       |                      |
| Mca1                 | Saccharomyces cerevisiae | カスパーゼ（推定）               | [MCA+]               | 不明                                             | 2008                 |
| Swi1                 | Saccharomyces cerevisiae | クロマチン再構築因子             | [SWI+]               | 一部の炭素源において低増殖性                     | 2008                 |
| Cyc8                 | Saccharomyces cerevisiae | 転写抑制因子                     | [OCT+]               | 複数遺伝子の転写脱抑制                           | 2009                 |
| Mot3                 | Saccharomyces cerevisiae | 核内転写因子                     | [MOT3+]              | 嫌気性遺伝子の転写脱抑制                         | 2009                 |

## 見込まれる治療法
近年の計算機モデリングの発達により、PrPCの空洞部位に結合することによりコンホメーションを安定化し有害なPrPSc量を低減する化合物など、プリオン病の治療に役立つ化合物の同定が可能になった。

## 文献紹介
ジャーナリスト、リチャード・ローズの著書『死の病原体プリオン』(原題 Deadly Feasts,『死の饗宴』)は、クールー病、狂牛病、スクレイピーなどにまつわる1998年までの研究史を解説している。Touchstoneから出版されたペーパーバック版にはウイルス仮説を概説した後書きが掲載されている。食品安全性基準を巡る公共政策論争について幅広く解説されている。
フィリップ・ヤムの『The Pathological Protein: Mad Cow, Chronic Wasting, and Other Deadly Prion Diseases』は、『死の病原体プリオン』に比べると政策問題に関してはそれほど詳しくないが、その代わりに伝達性海綿状脳症の科学的側面について詳しい解説がなされている。D・T・マックスが著した『眠れない一族　食人の痕跡と殺人タンパクの謎』（原題The Family That Couldn't Sleep）では、プリオン病の歴史について一般大衆向けの解説が収められている。

## 近年の研究・発見
長崎大学は、2022年6月15日までに解剖実習で使うための遺体から異常型プリオンたんぱく質が検出されたと発表した。プリオン病と未診断の解剖実習遺体からプリオンが発見され、同病と確定したのは世界初であった。

### 注
1. ↑  IPA: /ˈpriː.ɒn/  発音[ヘルプ/ファイル]"Prion". Oxford English Dictionary (3rd ed.). Oxford University Press. September 2005. (要購読、またはイギリス公立図書館への会員加入。)。